# Лімб рогівки
Лімб рогівки — напівпрозора перехідна зона між рогівкою і склерою в очному яблуці. Ширина лімба приблизно 1,5 мм.
У цій ділянці знаходяться стовбурові клітини, за рахунок яких здійснюється постійне оновлення епітелію і ендотелію рогівки. Стовбурові крітини мігрують з лімбальної ділянки в тканину рогівки, де проходить проліферація епітелію. Периферична частина рогівки кровопостачається за рахунок тоненьких судин лімбальної частини кон'юнктиви. 
При важких пошкодженнях лімба (напр. хімічні чи термічні опіки) можуть призвести до пошкодження стовбурових клітин і проростання в рогівку тканини кон’юнктиви з кровоносними судинами, що призводить до зниження прозорості рогівки і навіть сліпоти. У таких випадках необхідна трансплантація лімбу з іншого здорового ока.
Приблизно на 8,5 мм позаду лімба знаходиться зубчастий край — місце переходу зорової частини сітківки в сліпу, збігається з місцем переходу власне судинної оболонки (хоріоідеї) в циліарне тіло.